# 性成熟障礙
性成熟障礙（英語：Sexual maturation disorder）是一種焦慮症或抑鬱症，與一個人的性別認同或性取向的不確定性有關。世界衛生組織在「與性發育和性取向相關的心理和行為障礙（英語：Psychological and behavioural disorders associated with sexual development and orientation）」下列出了國際疾病與相關健康問題統計分類（ICD-10）中的性成熟障礙。在ICD-10中明確指出，性取向本身並不是一種疾病，因此在此未被分類。1990年，性成熟障礙、性關係障礙以及自我矛盾的性取向被引入ICD，取代了ICD-9對同性戀的診斷。該診斷不包括在ICD-11中。